# St. Petersburg Open Invitational
De St. Petersburg Open Invitational was een golftoernooi van de Amerikaanse PGA Tour in Saint Petersburg Florida.
Het toernooi werd in 1930 opgericht als het St. Petersburg Open. Het werd jaarlijks gespeeld behalve tijdens de Tweede Wereldoorlog. Er werd in de loop der jaren slechts op drie verschillende banen gespeeld. 
Bob Goalby won in 1961 door in de laatste ronde acht birdies achterelkaar te maken, wat toen een record bij de PGA was. Pas in 2009 werd dat record verbroken, toen Mark Calcavecchia 9 birdies achterelkaar maakte tijdens het Canadees Open.

In 1963 won Raymond Floyd. Hij was 20 jaar en 6 maanden en daarmee was hij de jongste winnaar ooit die een PGA toernooi won sinds 1928.
In 1964 won Bruce Devlin, een Australische speler die net naar de Verenigde Staten was verhuisd, Hij zou later nog zeven overwinningen boeken op de PGA Tour. 
Het toernooi kreeg in 1965 financiële problemen toen de gemeente St. Petersburg geen geld meer gaf. Jacksonville kwam wel met geld over de brug zodat het Jacksonville Open een doorstart kreeg en de plek van het St. Petersburg Open toegewezen kreeg op de Tour-agenda.

## Winners
| 1930                             | Sunset Golf Club at Vinoy Park                                           | Jock Collins                                                             |                                                                          |                                                                          |                                                                          |
| 1931                             | Sunset Golf Club at Vinoy Park                                           | niet gespeeld                                                            |                                                                          |                                                                          |                                                                          |
| 1932                             | Sunset Golf Club at Vinoy Park                                           | Willie Macfarlane                                                        |                                                                          |                                                                          |                                                                          |
| 1933                             | Sunset Golf Club at Vinoy Park                                           | Bob Stupple                                                              |                                                                          |                                                                          |                                                                          |
| 1934                             | Pasadena Country Club                                                    | Paul Runyan                                                              |                                                                          |                                                                          |                                                                          |
| 1935                             | niet gespeeld omdat de club gastheer was van het Florida West Coast Open | niet gespeeld omdat de club gastheer was van het Florida West Coast Open | niet gespeeld omdat de club gastheer was van het Florida West Coast Open | niet gespeeld omdat de club gastheer was van het Florida West Coast Open | niet gespeeld omdat de club gastheer was van het Florida West Coast Open |
| 1936                             | Sunset Golf Club at Vinoy Park                                           | Leonard Dodson                                                           |                                                                          |                                                                          |                                                                          |
| 1937                             | Sunset Golf Club at Vinoy Park                                           | Harry Cooper                                                             |                                                                          |                                                                          |                                                                          |
| 1938                             | Sunset Golf Club at Vinoy Park                                           | Johnny Revolta                                                           |                                                                          |                                                                          |                                                                          |
| 1939                             | Sunset Golf Club at Vinoy Park                                           | Sam Snead                                                                |                                                                          |                                                                          |                                                                          |
| 1940                             | Sunset Golf Club at Vinoy Park                                           | Jimmy Demaret                                                            |                                                                          |                                                                          |                                                                          |
| 1941                             | Sunset Golf Club at Vinoy Park                                           | Sam Snead                                                                |                                                                          |                                                                          |                                                                          |
| 1942                             | Sunset Golf Club at Vinoy Park                                           | Sam Snead                                                                |                                                                          |                                                                          |                                                                          |
| 1943-1945                        | niet gespeeld wegens de Tweede Wereldoorlog                              | niet gespeeld wegens de Tweede Wereldoorlog                              | niet gespeeld wegens de Tweede Wereldoorlog                              | niet gespeeld wegens de Tweede Wereldoorlog                              | niet gespeeld wegens de Tweede Wereldoorlog                              |
| 1946                             | Sunset Golf Club at Vinoy Park                                           | Ben Hogan                                                                |                                                                          |                                                                          |                                                                          |
| 1947                             | Sunset Golf Club at Vinoy Park                                           | Jimmy Demaret                                                            |                                                                          |                                                                          |                                                                          |
| 1948                             | Sunset Golf Club at Vinoy Park                                           | Lawson Little                                                            |                                                                          |                                                                          |                                                                          |
| 1949                             | Sunset Golf Club at Vinoy Park                                           | Pete Cooper                                                              |                                                                          |                                                                          |                                                                          |
| 1950                             | Sunset Golf Club at Vinoy Park                                           | Jack Burke jr.                                                           |                                                                          |                                                                          |                                                                          |
| 1951                             | Sunset Golf Club at Vinoy Park                                           | Jim Ferrier                                                              |                                                                          |                                                                          |                                                                          |
| 1952                             | St. Petersburg Country Club (Lakewood)                                   | Jack Burke jr.                                                           |                                                                          |                                                                          |                                                                          |
| 1953                             | Sunset Golf Club at Vinoy Park                                           | E.J. "Dutch" Harrison                                                    |                                                                          |                                                                          |                                                                          |
| 1954                             | niet gespeeld                                                            | niet gespeeld                                                            | niet gespeeld                                                            | niet gespeeld                                                            | niet gespeeld                                                            |
| 1955                             | St. Petersburg Country Club (Lakewood)                                   | Cary Middlecoff                                                          |                                                                          |                                                                          |                                                                          |
| 1956                             | St. Petersburg Country Club (Lakewood)                                   | Mike Fetchick                                                            |                                                                          |                                                                          |                                                                          |
| 1957                             | Pasadena Country Club                                                    | Pete Cooper                                                              |                                                                          |                                                                          |                                                                          |
| 1958                             | Pasadena Country Club                                                    | Arnold Palmer                                                            |                                                                          |                                                                          |                                                                          |
| St. Petersburg Open Invitational |                                                                          |                                                                          |                                                                          |                                                                          |                                                                          |
| 1959                             | Pasadena Country Club St. Petersburg Country Club (Lakewood)             | Cary Middlecoff                                                          |                                                                          |                                                                          |                                                                          |
| 1960                             | St. Petersburg Country Club (Lakewood)                                   | George Bayer                                                             |                                                                          |                                                                          |                                                                          |
| 1961                             | Pasadena Country Club                                                    | Bob Goalby                                                               |                                                                          |                                                                          |                                                                          |
| 1962                             | St. Petersburg Country Club (Lakewood)                                   | Bobby Nichols                                                            |                                                                          |                                                                          |                                                                          |
| 1963                             | St. Petersburg Country Club (Lakewood)                                   | Raymond Floyd                                                            |                                                                          |                                                                          |                                                                          |
| 1964                             | St. Petersburg Country Club (Lakewood)                                   | Bruce Devlin                                                             |                                                                          |                                                                          |                                                                          |

## Trivia
- De Pasadena Country Club heet nu de Pasadena Yacht and Country Club.
- De Sunset Golf Club of the Vinoy Park Hotel heet nu de Renaissance Vinoy Resort & Golf Club.

84 Lumber Classic ·
500 Festival Open Invitation ·
Agua Caliente Open ·
Air Canada Championship ·
Alameda County Open ·
Alcan Open ·
All American Open ·
Almaden Open ·
American Golf Classic ·
Ardmore Open ·
Arlington Hotel Open ·
AT&T Classic ·
Atlanta Open ·
Azalea Open Invitational ·
B.C. Open ·
Bahama's Open ·
Bakersfield Open Invitational ·
Baton Rouge Open Invitational ·
Beaumont Open Invitational ·
Blue Ribbon Open ·
Booz Allen Classic ·
Buick Challenge ·
Buick Open ·
Cajun Classic Open Invitational ·
California State Open ·
Carling World Open ·
Centel Classic ·
Chattanooga Classic ·
Cleveland Open ·
Connecticut Open ·
Coral Gables Open Invitational ·
Coral Springs Open Invitational ·
CVS Charity Classic ·
Dallas Open ·
Danny Thomas-Diplomat Classic ·
Dapper Dan Open ·
De Soto Open Invitational ·
Denver Open Invitational ·
Doral Open ·
Dow Jones Open Invitational ·
Durham Open ·
Eastern Open ·
El Paso Open ·
Empire State Open ·
Esmeralda Open ·
Fig Garden Village Open Invitational ·
Florida Open ·
Fort Wayne Open ·
Frank Sinatra Open Invitational ·
Gasparilla Open ·
Gatlin Brothers-Southwest Golf Classic ·
Ginn sur Mer Classic ·
Chicago Open ·
Glens Falls Open ·
Golden Gate Championship ·
Goodall Palm Beach Round Robin ·
Greater St. Louis Golf Classic ·
Gulfport Open ·
Haig Open Invitational ·
Hale America National Open Golf Tournament ·
Hall of Fame Golf Classic ·
Hershey Open ·
Hesperia Open Invitational ·
Houston Open ·
Indian Ridge Hospital Open Invitational ·
Inverness Invitational Four-Ball ·
Jacksonville Open ·
Kansas City Open ·
Kentucky Derby Open ·
Knoxville Invitational ·
La Gorce Open ·
Labatt Open ·
Liggett & Myers Open ·
Long Beach Open ·
Long Island Open ·
Lucky International Open ·
Maryland Open ·
Massachusetts Open ·
Mayfair Inn Open ·
Memphis Invitational ·
Metropolitan Open ·
Metropolitan PGA Championship ·
Miami Beach Open ·
Miami International Four-Ball ·
Miami Open ·
Michelob Championship at Kingsmill ·
Michigan Golf Classic ·
Milwaukee Open Invitational ·
Milwaukee Open ·
Mobile Sertoma Open Invitational ·
Motor City Open ·
Mountain View Open ·
National Airlines Open Invitational ·
National Celebrities Open ·
National Team Championship ·
New Jersey PGA Championship ·
New Jersey State Open ·
New York State Open ·
North and South Open ·
Northern California Open ·
Oakland Open ·
Ohio Kings Island Open ·
Ohio Open ·
Oklahoma City Open Invitational ·
Oklahoma Open ·
Ontario Open ·
Orange County Open Invitational ·
Oregon Open ·
Pasadena Open ·
Pennsylvania Open Championship ·
Pensacola Open ·
Pepsi Championship ·
Philadelphia Daily News Open ·
Philadelphia Golf Classic ·
Philadelphia Inquirer Open ·
Philadelphia Open ·
Portland Open Invitational ·
Reading Open ·
Rebel Yell Open ·
Rio Grande Valley Open ·
Robinson Open ·
Rubber City Open Invitational ·
Sacramento Open ·
Sahara Invitational ·
Seattle Open Invitational ·
Sioux City Open ·
Southern (Spring) Open ·
St. Paul Open ·
St. Petersburg Open Invitational ·
Sunset-Camellia Open Invitational ·
Sunshine Open Invitational ·
Tacoma Open ·
The International ·
Thomasville Open ·
Thunderbird Classic ·
Thunderbird Invitational ·
Tournament of the Gardens Open ·
Tucson Open ·
Turning Stone Resort Championship ·
US Bank Championship in Milwaukee ·
US Professional Match Play Championship ·
Utah Open ·
Virginia Beach Open ·
Virginia Open ·
Waco Turner Open ·
Walt Disney World Golf Classic ·
West End Classic ·
West Palm Beach Open Invitational ·
Westchester Open ·
Western Open ·
White Sulphur Springs Open ·
Wisconsin State Open ·
World Championship of Golf ·
Yorba Linda Open Invitational